# Seiryū

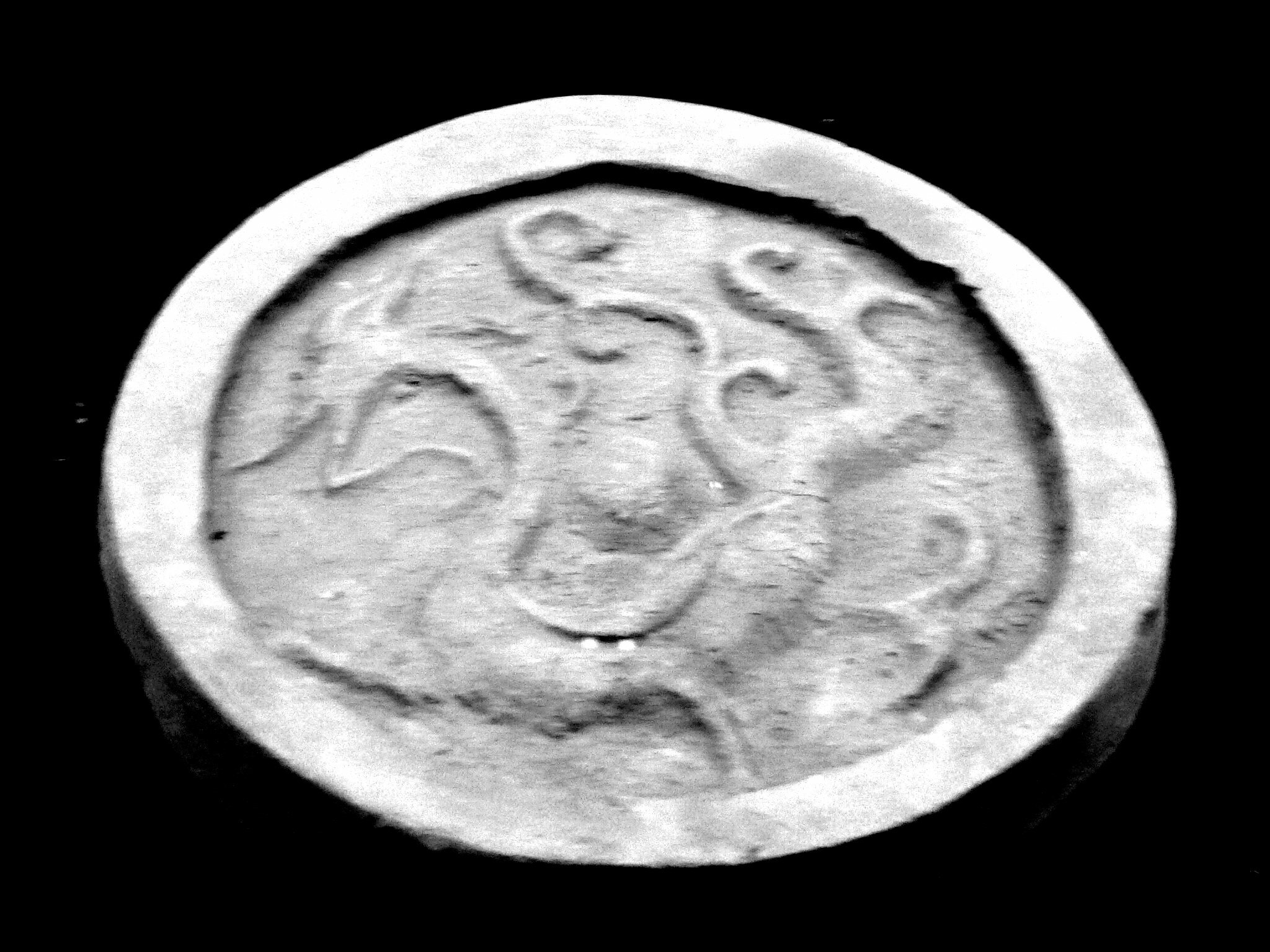
Una representació del drac blau xinès

Seiryū és el nom japonès amb què s'anomena un drac de color blau, en la mitologia japonesa, que forma part dels quatre monstres divins. Representa un dels punts cardinals, l'est. Simbolitza, també, l'element de l'aigua.

## Origen
El seu origen prové d'un dels quatre símbols de les constel·lacions xineses. Els xinesos deien a Seiryū, el drac atzur o el drac atzur de l'est. A més de representar l'est, els xinesos també el relacionaven amb l'estació de la primavera. No se l'ha de confondre amb el drac groc que està associat a l'emperador de la Xina.

## Història
Al Japó, el drac blau és un dels quatre esperits guardians de les ciutats i es diu que protegeix la ciutat de Kioto sobre l'est. L'oest és protegit per Byakko, el nord per Genbu i el sud per Suzaku. A Kioto hi ha temples dedicats a cada un dels quatre esperits guardians. El temple de Kiyomizu representa el drac blau. Abans d'entrar al temple hi ha una estàtua del drac, la qual es diu que cal beure a mitjanit des de la font que hi ha a dins del complex temple. Llavors es reuneix en la cerimònia per adorar al drac de l'est. En 1983, la tomba de Kitora va ser trobada al poble d'Asuka. Els quatre guardians van ser pintats a les parets a les seves corresponents direccions junts a un sistema de constel·lacions al sostre. Aquest és un dels únics gravats dels quatre guardians.

## Altres criatures divines
Els tres altres animals que representen els altres tres elements, estacions de l'any i punts cardinals restants, cadascun d'un color característic, són:
- Suzaku és el déu del sud i té l'aparença d'un fènix vermell. El seu element és el foc.
- Byakko és el déu de l'oest i té l'aparença l'un tigre blanc. El seu element és l'aire.
- Genbu és el déu del nord i té l'aparença d'una tortuga i una serp negres. El seu element és la terra.